# Лига пољских породица
Лига пољских породица (пољ. Liga Polskich Rodzin), ЛПП (LPR) је политичка партија настала у априлу 2001. године (регистрована 30. маја 2001). ЛПП је ујединила идеје католичко-народних партија, као: Народно Стронњицтво (пољ. Stronnictwo Narodowe), Пољско Споразумење (пољ. Porozumienie Polskie), Католичко-Народни Покрет (пољ. Ruch Katolicko-Narodowy)...
У стварању партије помогле су организације као Свепољска омладина (пољ. Młodzież Wszechpolska) (обновљена 1989. године од каснијег лидера ЛПП — Романа Гјертиха), Радио Марија (Radio Maryja).

## Политички програм
Главни политички циљ је супротстављање продаји власништва Пољске странцима, излазак из Европске уније у корист побољшања сарадње са САД и Русијом или сарадње са државама ЕУ али „под истим правима и условима“. Ова партија има конзервативан карактер, са акцентом на католичку традицију. Економски програм има јак социјалан карактер и базира се на одбрани пољског тржишта и непријатељском односу према страном капиталу.
Партија се противи: легализацији еутанзије и побачаја, регистрацији удружења хомосексуалаца, увођењу професионалне војске, легализацији тзв. „лаких дрога" и одвајању цркве од државе.
Не подржава ликвидацију Повјата.
ЛПП подржава: одржавање бесплатне едукације и здравствених служби, повлачење пољске војске из Ирака.

## Историја ЛПП
| ЛПП на парламентарним избором |

На изборима 2001. године ЛПП је добила 7,87% гласова и 38 посланичких мандата.
До избора 2002. године ЛПП је подељена.
На референдуму 2003. заговарала је не прихватање прикључења ЕУ. На изборима 2004. године за Европски парламент ЛПП је добила 15,92% гласова и 10 мандата. У Европском парламенту делује у оквиру групе униоскептика Независност и демократија (Independence and Democracy). За странку је везан и лист „Нова пољска мисао (Nowa Myśl Polska)" и "Racja Polska"

## Посланици Сејмакаденције
посланик, број гласова
- Пшемислав Андрејук (Przemysław Andrejuk) 7 000 гласова
- Витолд Балажак (Witold Bałażak) 6 420 гласова
- Кшиштоф Босак (Krzysztof Bosak) 3 764 гласова
- Едвард Ћагло (Edward Ciągło) 9 470 гласова
- Маријан Дашик (Marian Daszyk) 8 276 гласова (отишао из ЛПП крајем 2005. године)
- Јануш Доброш (Janusz Dobrosz) 14 655 гласова
- Анджеј Федорович (Andrzej Fedorowicz) 12 752 гласова
- Роман Гјертих (Roman Giertych) 35 812 гласова
- Витолд Хатка (Witold Hatka) 5 856 гласова
- Јан Јарота (Jan Jarota) 3 763 гласова
- Марек Кава (Marek Kawa)6 346 гласова
- Јануш Клођеј (Janusz Kołodziej) 3 786 гласова
- Марек Котлиновски (Marek Kotlinowski) 9 421 гласова
- Богуслав Ковалски (Bogusław Kowalski) 6 274 гласова
- Анджеј Мањка (Andrzej Mańka) 10 646 гласова
- Арнолд Масин (Arnold Masin) 4 168 гласова
- Габријела Масловска (Gabriela Masłowska) 11 977 гласова
- Халина Муриас (Halina Murias) 6 062 гласова
- Лешек Мужин (Leszek Murzyn) 7 220 гласова
- Едвард Оско (Edward Ośko) 5 725 гласова
- Радослав Парда (Radosław Parda) 7 856 гласова
- Данијел Павловјец (Daniel Pawłowiec) 5 685 гласова
- Шимон Павловски (Szymon Pawłowski) 7 984 гласова
- Елжбјета Ратајчак (Elżbieta Ratajczak) 8 342 гласова
- Богуслав Собчак (Bogusław Sobczak) 6 480 гласова
- Ана Собецка (Anna Sobecka) 13 761 гласова
- Антони Сосновски (Antoni Sosnowski) 5 537 гласова
- Ева Совињска (Ewa Sowińska) 8 536 гласова
- Роберт Страк (Robert Strąk) 13 859 гласова
- Пиотр Слусарчик (Piotr Ślusarczyk)7 863 гласова
- Рафал Вихецки (Rafał Wiechecki) 6 058 гласова
- Војћех Виежејски (Wojciech Wierzejski) 4 932 гласова
- Зигмунт Вжодак (Zygmunt Wrzodak) 18 921 гласова (отишао из ЛПП крајем 2005. године)
- Станислав Задора (Stanisław Zadora) 6 463 гласова

## Сенаторикаденције
- Јан Шафрањец
- Лудвик Залевски (Ludwik Zalewski)
- Адам Биела
- Ришард Бендер (Ryszard Bender)
- Стансилав Мазиаж
- Валдемар Краска (Waldemar Kraska)
- Михал Војтчак (Michał Wojtczak)

## Посланици Европског Парламента (2004—2009)
- Богдан Пек (Bogdan Pęk) (отишао из ЛПП 2004. године)
- Силвестер Хрушч (Sylwester Chruszcz)
- Маћеј Гјертих (Maciej Giertych)
- Даријуш Грабовски (Dariusz Grabowski)
- Уршула Крупа (Urszula Krupa)
- Мирослав Пиотровски (Mirosław Piotrowski)
- Богуслав Рогалски (Bogusław Rogalski) (отишао из ЛПП 2005. године)
- Витолд Томчак (Witold Tomczak)
- Бернард Војћеховски (Bernard Wojciechowski) (наследио Војћеха Вијежејскиего после његовог одбацивања мандата)
- Анджеј Томаш Запаловски (Andrzej Tomasz Zapałowski)